# Беноково
Беноково — село в Мостовском районе Краснодарского края. Административный центр и единственный населённый пункт Беноковского сельского поселения.

## География
Село расположено в 6 км западнее посёлка городского типа Мостовской, между левыми притоками Ходзя — Бенок и Фаджако на границе горно-лесной зоны.

## История
Основано в 1861 году.
Название селу дано по левому притоку реки Ходзь — Беноко (адыг. Бэнэкъу), что в переводе означает — терновая долина. До основания здесь находился адыгский аул с одноимённым названием, после Кавказской войны и депортации черкесов часть переселилась в современный аул Уляп.

## Улицы
| - пер. Свердлова, - пер. Северный, - пер. Урицкого, - пер. Щорса, - ул. Б. Хмельницкого, - ул. Восточная, - ул. Гастелло, - ул. Гоголя, - ул. Горького, - ул. Дзержинского, | - ул. Западная, - ул. Заречная, - ул. Комсомольская, - ул. Красная, - ул. Красноармейская, - ул. Ленина, - ул. Матросова, - ул. Международная, - ул. Мира, - ул. Мичурина, | - ул. Набережная, - ул. Октябрьская, - ул. Первомайская, - ул. Пушкина, - ул. Садовая, - ул. Советская, - ул. Чапаева, - ул. Чкалова, - ул. Энгельса, - ул. Южная. |

## Население
| 2002  | 2010  | 2012  | 2013  | 2014  | 2015  | 2016  |
| ----- | ----- | ----- | ----- | ----- | ----- | ----- |
| 1863  | ↘1839 | ↗1847 | ↘1846 | ↗1864 | ↘1840 | ↗1855 |
| 2017  | 2018  | 2019  | 2020  | 2021  | 2023  |       |
| ↗1878 | →1878 | ↗1885 | ↘1844 | ↘1787 | ↗1804 |       |